# Vladislav Namestnikov
Vladislav Jevgenjevitj Namestnikov (ryska: Владислав Евгеньевич Наместников), född 22 november 1992, är en rysk-amerikansk professionell ishockeyforward som spelar för NHL-laget San Jose Sharks.
Han har tidigare spelat på NHL-nivå för Tampa Bay Lightning, Dallas Stars, Detroit Red Wings, Colorado Avalanche, Ottawa Senators och New York Rangers och på lägre nivåer för Syracuse Crunch i AHL.

## Klubbkarriär

### Tampa Bay Lightning
Namestnikov draftades i första rundan i 2011 års draft av Tampa Bay Lightning som 27:e spelare totalt.

### New York Rangers
Under tradefönstrets sista dag, 26 februari 2018, blev Namestnikov tradad till New York Rangers tillsammans med Brett Howden, Libor Hajek, ett draftval i första rundan 2018 och ett villkorligt draftval i andra rundan 2019, i utbyte mot Ryan McDonagh och J.T. Miller.

## Privatliv
Vladislav Namestnikov är son till Jevgenij Namestnikov och släkt med Vjatjeslav Kozlov och Ivan Novoseltsev, alla tre har spelat professionell ishockey och spelade bland annat i NHL.

## Statistik
| 2009–2010  | Chimik Voskresensk  |            | 33  | 12 | 9  | 21  | 18 | 2  | 1 | 0  | 1  | 2  |
| 2010–2011  | London Knights      | OHL        | 68  | 30 | 38 | 68  | 49 | 6  | 1 | 4  | 5  | 6  |
| 2011–2012  | London Knights      | OHL        | 63  | 22 | 49 | 71  | 50 | 23 | 6 | 14 | 20 | 24 |
| 2012–2013  | Syracuse Crunch     | AHL        | 44  | 7  | 14 | 21  | 32 | 18 | 2 | 5  | 7  | 10 |
| 2013–2014  | Tampa Bay Lightning | NHL        | 4   | 0  | 0  | 0   | 4  | —  | — | —  | —  | —  |
|            | Syracuse Crunch     | AHL        | 56  | 19 | 29 | 48  | 40 | —  | — | —  | —  | —  |
| 2014–2015  | Tampa Bay Lightning | NHL        | 43  | 9  | 7  | 16  | 13 | 12 | 0 | 1  | 1  | 4  |
|            | Syracuse Crunch     | AHL        | 34  | 14 | 21 | 35  | 12 | —  | — | —  | —  | —  |
| 2015–2016  | Tampa Bay Lightning | NHL        | 80  | 14 | 21 | 35  | 45 | 17 | 1 | 2  | 3  | 0  |
| 2016–2017  | Tampa Bay Lightning | NHL        | 74  | 10 | 18 | 28  | 31 | —  | — | —  | —  | —  |
| NHL totalt | NHL totalt          | NHL totalt | 201 | 33 | 46 | 79  | 93 | 29 | 1 | 3  | 4  | 4  |
| AHL totalt | AHL totalt          | AHL totalt | 134 | 40 | 64 | 104 | 84 | 18 | 2 | 5  | 7  | 10 |
| OHL totalt | OHL totalt          | OHL totalt | 131 | 52 | 87 | 139 | 99 | 25 | 5 | 18 | 23 | 26 |